# Døtreskolen af 1791
Døtreskolen af 1791 officiellt Døtreskolen i København af 1791, var en flickskola i Köpenhamn i Danmark aktiv mellan 12 september 1791 och 1899. Den tillhörde de mest ansedda av de skolor i Danmark som var öppna för flickor under sin samtid. Skolan ansågs vara den första flickskolan i Danmark som erbjöd seriös undervisning för flickor.

## Historia
Den första skolan för flickor i Köpenhamn var J.Cl. Todes Døtreskole, som hade grundats för döttrar till borgerskapet 1787.  Skolan utsattes för häftig kritik och fick stänga 1791 sedan föräldrarna hade tagit sina döttrar ur skolan på grund av missnöje med sin brist på inflytande över verksamheten.  
Föräldrarna (i realiteten fäderna) bildade sedan ett sällskap, "Selskabet for Døtreskolen", med syfte att grunda ett nytt ´Skole-Institut for Døttre´, och de grundade därefter Døtreskolen af 1791.  Syftet var att förverkliga vad som varit syftet även med den förra skolan: att ge flickor seriös undervisning i samma ämnen som män, men inte för att de skulle arbeta, utan för att de ansågs bli bättre hustrur och mödrar med större kunskaper. 

### Verksamhet
Skolan leddes av en direktion vald av sällskapets medlemmar och undervisningen bestämdes av sällskapets medlemmar.  Eleverna fick bland annat språkundervisning och vetenskaplig undervisning efter modell av den undervisning som gavs pojkar, snarare än den ytliga bildning som gavs i de tidigare mamsellskolorna. 
Föräldrardirektionen utsåg en "Guvernante", en kvinnlig föreståndare, som undervisade i franska språket och handarbete samt hade ansvaret för elevernas välfärd: hon agerade till exempel förkläde genom att närvara då eleverna hade lektion med manliga lärare.  Förutom guvernanten var lärarna män, eftersom endast dessa hade formell utbildning, fram till att kvinnor började få tillgång till lärarutbildningar.  
Undervisningen bestod i början av en tredjedel handarbete, en tredjedel språk (först enbart franska och tyska), och en tredjedel i samma ämnen som manliga elever fick, dock i lägre grad och länge med undantag av matematik. Elevantalet var 64 år 1800 och hölls till detta antal till 1821; det höjdes till 80 år 1830 och var 134 år 1855.
1846 grundades Den højere Dannelsesanstalt for Damer i skolans lokal och delade lokal med denna under sin första tid.

### Eftermäle
I Danmark fanns det fram till 1840-talet endast tre flickskolor som gav seriös akademisk undervisning: Døtreskolen af 1791, Døtreskolen til Frederik V I.s Minde, och Døtreskolen paa Kristianshavn, som grundades sedan skolan från 1791 inte tycktes räcka till.  Av de åtta flickskolor som fanns i Köpenhamn år 1801, var det endast dotterskolorna som ansågs ge en mer seriös undervisning, medan de övriga, av vilka Madam Thonboes Institut och Madam Lindes Institut var de enda betydande, kategoriserades om flickpensioner av högre eller lägre grad. I övriga Danmark utanför huvudstaden grundades flickskolor av Othine Wederkinch i Århus 1824 (senare Elise Smith Skole) och en i Helsingör 1830 (senare Ottilia Jespersens Pigeskole), men det var inte förrän senare dessa kom att anses som verkliga seriösa flickskolor. 
Skolan hade många senare berömda elever, bland dem reformpedagogen Annestine Beyer och Tagea Brandt.